# 1239
Cette page concerne l'année 1239  du calendrier julien.
L'année 1239 est une année commune qui commence un samedi.

## Événements
- 22 juillet : au Japon, ordonnance interdisant de vendre et d’acheter des gens[1].

- 1er septembre : la croisade des Barons débarque à Acre pour achever la reconquête du royaume de Jérusalem[2]. Elle quitte la ville pour Ascalon le 2 novembre.
- 13 novembre : échec de la croisade « champenoise » à la bataille de Gaza[3] (fin en 1240).
- 7 décembre : le sultan ayyoubide de Damas, An-Nasir Dâ'ûd, à la faveur d’un raid surprise, s’empare de la citadelle de  Jérusalem. Après avoir détruit la tour de David et d’autres fortifications bâties récemment par les Francs, il se retire avec ses troupes à Al-Karak, estimant la cité indéfendable[4]. Thibaud de Champagne reprend Jérusalem un instant réoccupée par les Égyptiens à l’expiration de la trêve. Sur les conseils des Templiers et des Ibelin, il négocie avec Damas la restitution des places de Galilée, mais le traité n’aboutit pas[5].

- Les Mongols de Tchormaghan occupent la plus grande partie de l’Arménie, incendient et saccagent les villes d’Ani et de Kars après le massacre de leur population[6].

### Europe
- Février[7] : Louis IX achète le comté de Mâcon.
- 24 mars : seconde excommunication de l'empereur Frédéric II[8]. Guerre entre le pape et Frédéric II. Les soldats du pape ont les mêmes privilèges que s’ils partaient en Terre sainte ; les Hongrois qui ont fait ce vœu sont invités à le commuer en participation à la croisade contre Frédéric, présenté par la propagande ecclésiastique comme l’Antéchrist.
- 13 mai, France[9] : autodafé de 183 hommes et femmes convaincus d'hérésie au château du Mont Aimé (alors Mont-Guimar ou Guimer) à Bergères les Vertus.
- 11 août : le roi Louis IX de France accueille à Villeneuve-l'Archevêque la couronne d'épines du Christ, pour la conservation de laquelle il a entrepris la construction de la Sainte-Chapelle[10].

- Seconde campagne de Batu en Russie[11]. Il rejoint Möngke dans la vallée du Don et y passe l’année. Il occupe Pereiaslav et Tchernikov en Ukraine à la fin de l’année.
- Mongke réduit les Alains pendant l’hiver 1239-1240[12].
- Nuno Sanche de Roussillon vend les places de Puylaurens et de Quéribus à Louis IX[13].
- Farinata degli Uberti prend la tête de la faction des Gibelins qui dominent Florence jusqu’en 1250[14].